# Jesper Blomqvist
Lars Jesper Blomqvist (Tavelsjö, 1974. február 5. –) svéd válogatott labdarúgó.
A svéd válogatott tagjaként részt vett az 1994-es világbajnokságon.

## Sikerei, díjai
IFK Göteborg
- Svéd bajnok (4): 1993, 1994, 1995, 1996

Manchester United
- Angol bajnok (1): 1998–99
- Angol kupagyőztes (1): 1998–99
- Bajnokok ligája győztes (1): 1998–99

Djurgårdens
- Svéd bajnok (1): 2002

Svédország
- Világbajnoki bronzérmes (1): 1994